# Ионкис, Грета Эвривиадовна
Гре́та Эвривиа́довна (Евгеньевна) Ио́нкис (урождённая Грета Виллиевна Риве; род. 1 июня 1937, Павлово, Горьковская область, СССР) — русская писательница, литературовед и публицист. Доктор филологических наук (1981).

## Биография
Родилась в семье немецкого инженера Вилли Риве, арестованного и депортированного в феврале 1938 года в Германию (в 1945—1950-м годах содержался в СССР как немецкий военнопленный времён Второй мировой войны), и уроженки города Туапсе Сары Львовны Иоффе, чертёжницы по профессии.
Раннее детство провела в Новороссийске. В годы Великой Отечественной войны — с семьёй матери (дедушка — Лев Моисеевич Иоффе, слесарь, и бабушка — Ревекка Исааковна Иоффе, портниха) в эвакуации в Красноводске. Отчим, Эвривиад Ионкис, почётный работник морфлота СССР.
С 1944 года жила в Одессе, с 1952 года — в Корсакове на Сахалине.
Окончила Московский государственный педагогический институт имени Ленина (1959) и аспирантуру при кафедре зарубежной литературы института (1961—1964), кандидатская диссертация «Ричард Олдингтон — романист» (1964). Преподавала и заведовала кафедрой русской и зарубежной литературы пединститута в Комсомольске-на-Амуре.
В 1969—1994 годах — заведующая кафедрой русской и зарубежной литературы Кишинёвского государственного педагогического института им. Иона Крянгэ, профессор, доктор филологических наук (диссертация «Английская поэзия 1910—1930-х годов», 1981).
Её биография включена в 1993 году в справочник «The World Who is Who of Women», International biographical Centre Cambridge England.
С 1994 года живёт в Германии (Кёльн). Публикует статьи и эссе в различных литературных изданиях русского Зарубежья, автор автобиографического романа «Маалот: Ступени: Stufen» (Санкт-Петербург, 2004) и нескольких литературоведческих книг, преимущественно по истории английской и немецкой литератур.

## Семья
Муж — Исаак Мотелевич Ольшанский (род. 1928), инженер-конструктор и научный работник.